# Hạt nano oxide kẽm

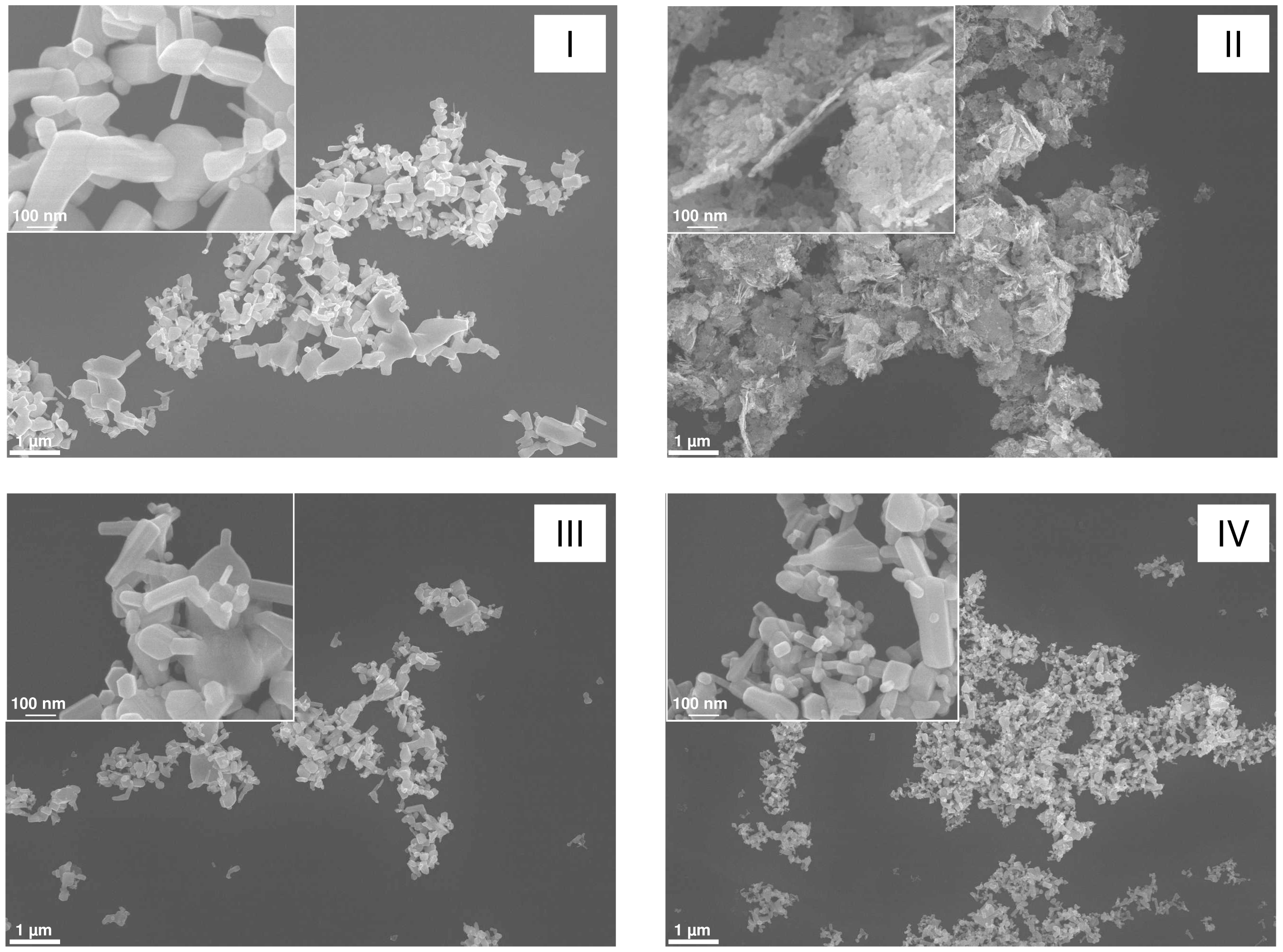
Kính hiển vi điện tử quét hình ảnh của bốn mẫu hạt nano oxide kẽm từ các nhà cung cấp khác nhau, cho thấy sự khác biệt về kích thước và hình dạng

Các hạt nano oxide kẽm là các hạt nano oxide kẽm (ZnO) có đường kính nhỏ hơn 100 nanomet. Chúng cũng có diện tích bề mặt lớn so với kích thước và cao hoạt động xúc tác. Các tính chất vật lý và hóa học chính xác của các hạt nano oxide kẽm phụ thuộc vào các cách khác nhau tổng hợp. Một số cách có thể để tạo ra các hạt nano ZnO là cắt laze, phương pháp thủy nhiệt, lắng đọng điện hóa, Quá trình gel gel phương pháp, lắng đọng hơi hóa học, nhiệt phân, phương pháp đốt cháy, siêu âm, đốt bằng lò vi sóng phương pháp, tổng hợp nhiệt cơ học hai bước, a nốt hóa, đồng kết tủa, lắng đọng điện di và kết tủa sử dụng nồng độ dung dịch, pH và môi trường rửa. ZnO là một chất bán dẫn băng rộng với khoảng cách năng lượng là 3,37 eV ở nhiệt độ phòng.
Các hạt nano ZnO được cho là một trong ba vật liệu nano được sản xuất nhiều nhất, cùng với các hạt nano titan dioxide và hạt nano silic dioxide. Việc sử dụng phổ biến nhất của hạt nano ZnO là trong kem chống nắng. Nó được sử dụng vì nó hấp thụ ánh sáng cực tím, nhưng cũng đủ nhỏ để trong suốt với ánh sáng khả kiến. Chúng cũng đang được điều tra để tiêu diệt các vi sinh vật gây hại trong bao bì, và trong các vật liệu chống tia cực tím như dệt may. Nhiều công ty không dán nhãn sản phẩm có chứa hạt nano, gây khó khăn cho việc đưa ra tuyên bố về sản xuất và tính phổ biến trong các sản phẩm tiêu dùng.
Vì các hạt nano ZnO là một vật liệu tương đối mới, có mối lo ngại về các mối nguy tiềm ẩn mà nó có thể gây ra. Vì chúng rất nhỏ, các hạt nano thường có thể đi qua cơ thể và đã được chứng minh trong các nghiên cứu trên động vật để xâm nhập vào nhau thai, hàng rào máu não, các tế bào riêng lẻ và nhân của chúng. Các mô cũng có thể hấp thụ chúng dễ dàng hơn do kích thước của chúng gây khó khăn cho việc phát hiện chúng. Tuy nhiên, da người đủ rào cản đối với các hạt nano ZnO, ví dụ như khi được sử dụng làm kem chống nắng, trừ khi xảy ra mài mòn. Một cách khác hạt nano ZnO có thể xâm nhập vào hệ thống là do vô tình ăn phải một lượng nhỏ khi bôi kem chống nắng. Khi kem chống nắng được rửa sạch, các hạt nano ZnO có thể thấm vào nước chảy và đi lên chuỗi thức ăn. Kể từ năm 2011, không có bệnh nào ở người được biết đến do bất kỳ hạt nano kỹ thuật nào.